# 卢卡什·拉迪尔
卢卡什·拉迪尔（捷克語：Lukáš Radil，1990年8月5日—），生于恰斯拉夫，捷克男子冰球运动员。他曾代表捷克国家队参加2018年冬季奥林匹克运动会冰球比赛，获得第四名。